# Union sportive El Ansar
 (décembre 2024).
Si vous disposez d'ouvrages ou d'articles de référence ou si vous connaissez des sites web de qualité traitant du thème abordé ici, merci de compléter l'article en donnant les références utiles à sa vérifiabilité et en les liant à la section « Notes et références ».
Maillots
L'Union sportive El Ansar est un club de basket-ball tunisien fondé en 1946 et basé à Dar Chaâbane (gouvernorat de Nabeul). Il évolue pendant la saison 2015-2016 en division nationale B et réussit à accéder en division nationale A.

## Histoire

Ancien logo.

Le club voit le jour en 1946 et participe officiellement à partir de la saison 1948-1949 au sein de la poule du cap Bon qui comprend aussi le Stade nabeulien et l'Association sportive d'Hammamet. Les premiers joueurs sont Ahmed Chemingui, Mohamed Gaaloul, Ali Attia, Mohamed Aissa, Néjib Ben Romdhan, Abada Akacha, Hamadi Mejdoub, Mâaouia El Benna, Alaya Khalladi et Abdallah Maïza. En 1956, Chemingui obtient son diplôme d'entraîneur dans le cadre du premier stage de la Tunisie indépendante et prend en main son club, lui permettant de monter en seconde division avant d'accéder pour la première fois en division nationale en 1970. Depuis, le club s'est surtout spécialisé dans la formation avec quelques apparitions parmi l'élite.
Durant la saison 2019-2020, l'USA remonte en Pro A après avoir terminé deuxième de la Nationale 1 à la suite de sa défaite en finale (58-53) contre Ezzahra Sports à Monastir.
En décembre 2020, l'équipe est éliminée en demi-finale de la coupe de la Fédération par le Stade nabeulien (59-72) à Dar Chaâbane.
En coupe de Tunisie 2021-2022, le club est éliminé en demi-finale par le Club africain (76-64) à Tunis.
Lors de la saison 2022-2023, l'USA prend la dernière place du play-out et se voit reléguée en nationale 1.
Au terme de la saison 2023-2024, l'équipe perd la finale de la Nationale 1 contre le Basket Club Mahdia (70-68) à Mahdia et remonte à nouveau en Pro A.
Durant la saison 2024-2025, le club se qualifie pour la première fois de son histoire pour les play-offs du championnat Pro A.

## Palmarès
| National                                                         |
| ---------------------------------------------------------------- |
| - Championnat de Tunisie D2 (0) : - Finaliste : 2016, 2020, 2024 |

## Anciens joueurs
- Saif Aissaoui
- Ahed Ajmi
- Ali Amri
- Mohamed Ali Ben Abdallah
- Aymen Bouzid
- Naim Dhifallah
- Hamza Foudhaili
- Atef Maoua
- Ibrahima Thomas